# Johannes Schießl
Johannes Schießl (* 1964) ist ein deutscher Journalist. Er war von 1998 bis 2012 Chefredakteur der Münchner Kirchenzeitung.

## Leben
Nach seinem Abitur am humanistischen Wittelsbacher-Gymnasium München studierte Johannes Schießl Philosophie an der Hochschule für Philosophie München mit dem Abschluss M.A. Von 1989 bis 1991 arbeitete er als Assistent von Wolfgang Seibel SJ im Institut zur Förderung publizistischen Nachwuchses e.V. (ifp). Danach folgten Volontariat sowie drei Jahre als Redakteur bei der Münchner Kirchenzeitung. Neben der Vorbereitung auf seine Promotion, die er 1998 abschloss, arbeitete er als Pressesprecher der Barmherzigen Brüder in Bayern. Von 1998 bis 2012 war er als Chefredakteur der Münchner Kirchenzeitung sowie in der Leitung des Sankt Michaelsbundes tätig. Von 2012 bis 2024 arbeitete er als Studienleiter der Katholischen Akademie in Bayern in München. Seit 2023 ist er als Kirchenmusiker für die  Pfarrei St. Laurentius im Münchener Stadtteil Gern tätig.

## Mitarbeit in Gremien und Fachverbänden
- Mitglied der Jury des Katholischen Medienpreises[2] (Juli 2011)
- Sprecher der Redakteure im Katholischen Medienverband von 2006 bis 2012, GKP-Mitglied seit 1990.

## Werke

### Publikationen in Buchform
- Das Verhältnis von Religion und Musik bei Max Weber. München 1998, (Zugleich: Hochschulschrift, München, Hochschule für Philosophie, Diss., 1998), ISBN 3-933214-27-0.
- Herausgeber: Zu Besuch bei … 33 Porträts Prominenter in der Münchner Kirchenzeitung. Verlag Sankt Michaelsbund, München 2003, ISBN 3-920821-33-5.

### Beiträge in Sammelwerken und Artikel (Auswahl)
- Linien im Wandel. Ein Streifzug durch 100 Jahre Münchner Kirchenzeitung. In: Münchner Kirchenzeitung, Ausgabe 2 vom 13. Januar 2008, Seite 16–17.
- Der Bundespräsident und die religiöse Sprache. 9. Dezember 2011.[3]
- Pro multis. Christus ist für alle Menschen gestorben.[4]
- Der Papst und die „Entweltlichung“. 22. Oktober 2011[5]
- 7 Fragen an Dr. Johannes Schießl.[6]